# Metzad
Metzad (en hebreu: מיצד) també anomenat Asfar, és un assentament israelià organitzat com un assentament comunitari situat en el bloc d'assentaments de Gush Etzion, en l'Àrea de Judea i Samaria, en la Cisjordània ocupada per Israel. Metzad va ser establert per colons jueus ultraortodoxos el 1984, està situat al sud de Betlem, en les muntanyes de l'est de Judea, a uns 14 quilòmetres i mig de la Línia verda, fora del mur de seguretat. En 2016 la seva població era 688 persones. Pertany a la jurisdicció del Consell Regional de Gush Etzion. La comunitat internacional considera que els assentaments israelians a Cisjordània, són il·legals sota la legislació internacional, però el govern israelià no comparteix aquesta opinió. Metzad va ser establert el 1984 per immigrants dels Estats Units, el Regne Unit, Sud-àfrica i França.